# エーレンフリート・ヴァルター・フォン・チルンハウス

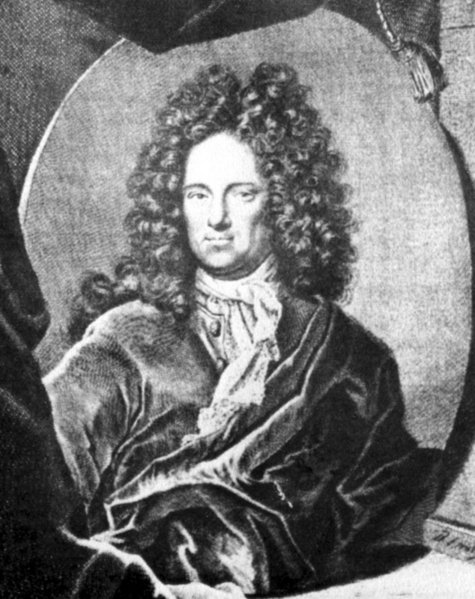
エーレンフリート・ヴァルター・フォン・チルンハウス

エーレンフリート・ヴァルター・フォン・チルンハウス（Ehrenfried Walther von Tschirnhaus, 1651年4月10日 - 1708年10月11日は、ドイツの哲学者、数学者、物理学者、生理学者。

## 概要
ゲルリッツのギムナジウムを出てライデン大学で数学、哲学、化学を学ぶ。スピノザ、ホイヘンス、ニュートン、ライプニッツら同時代の最高の知性とも親交を持つ一流の知識人として活躍。数学の分野におけるチルンハウス変換の考案、そして現在解っている中ではヨーロッパで最も早く磁器の焼成に成功した人物として知られている。

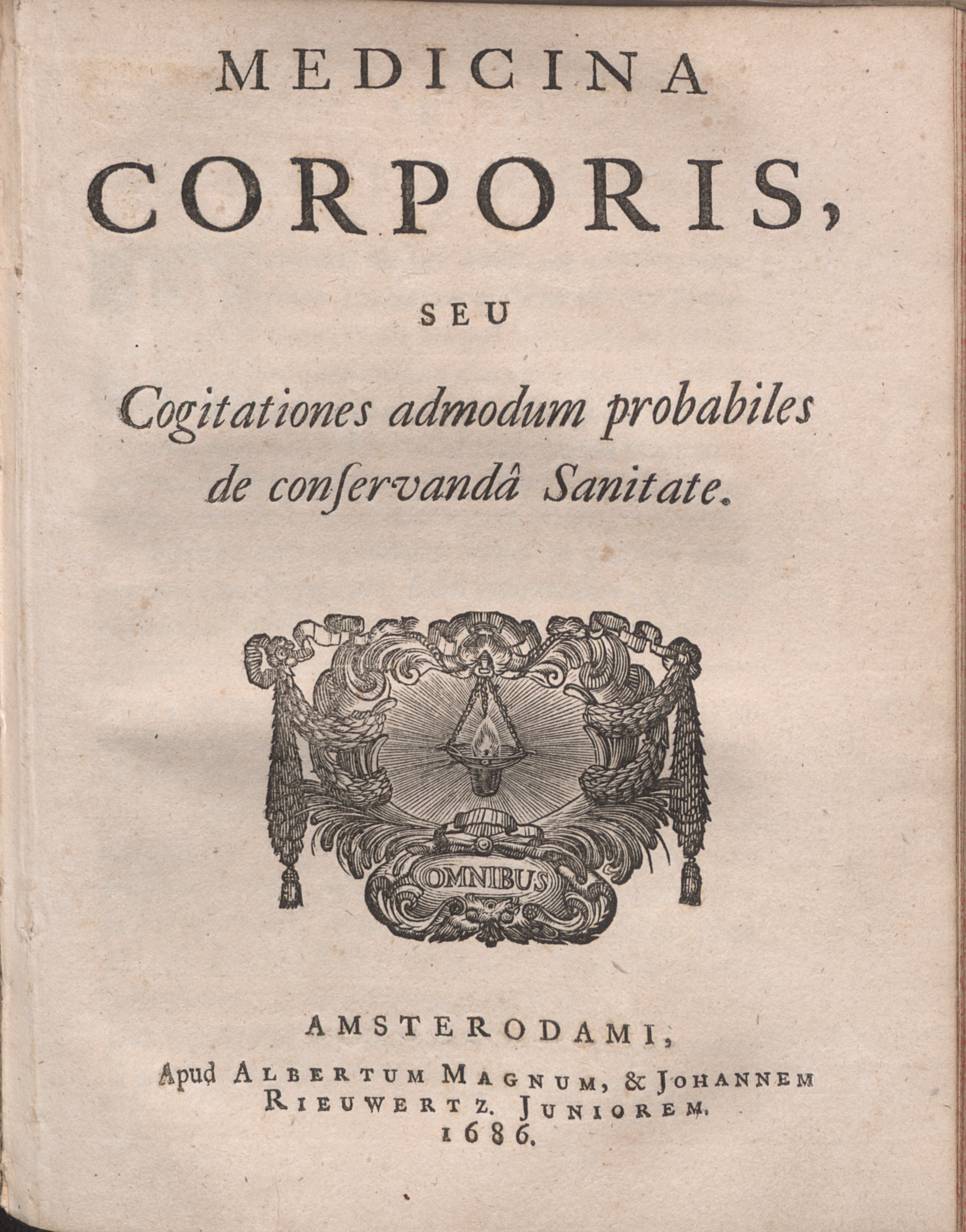
Medicina corporis, 1686

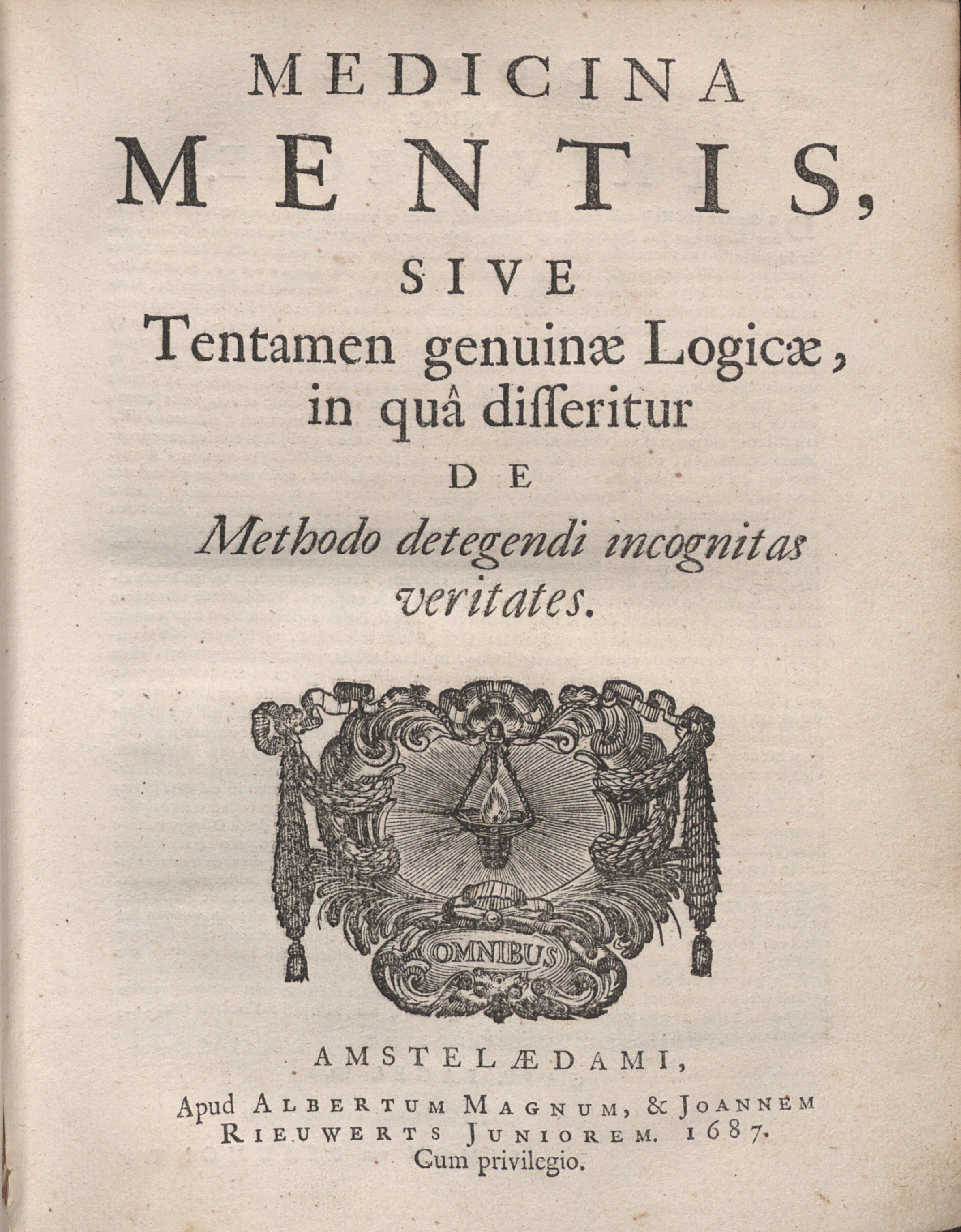
Medicina mentis, 1687

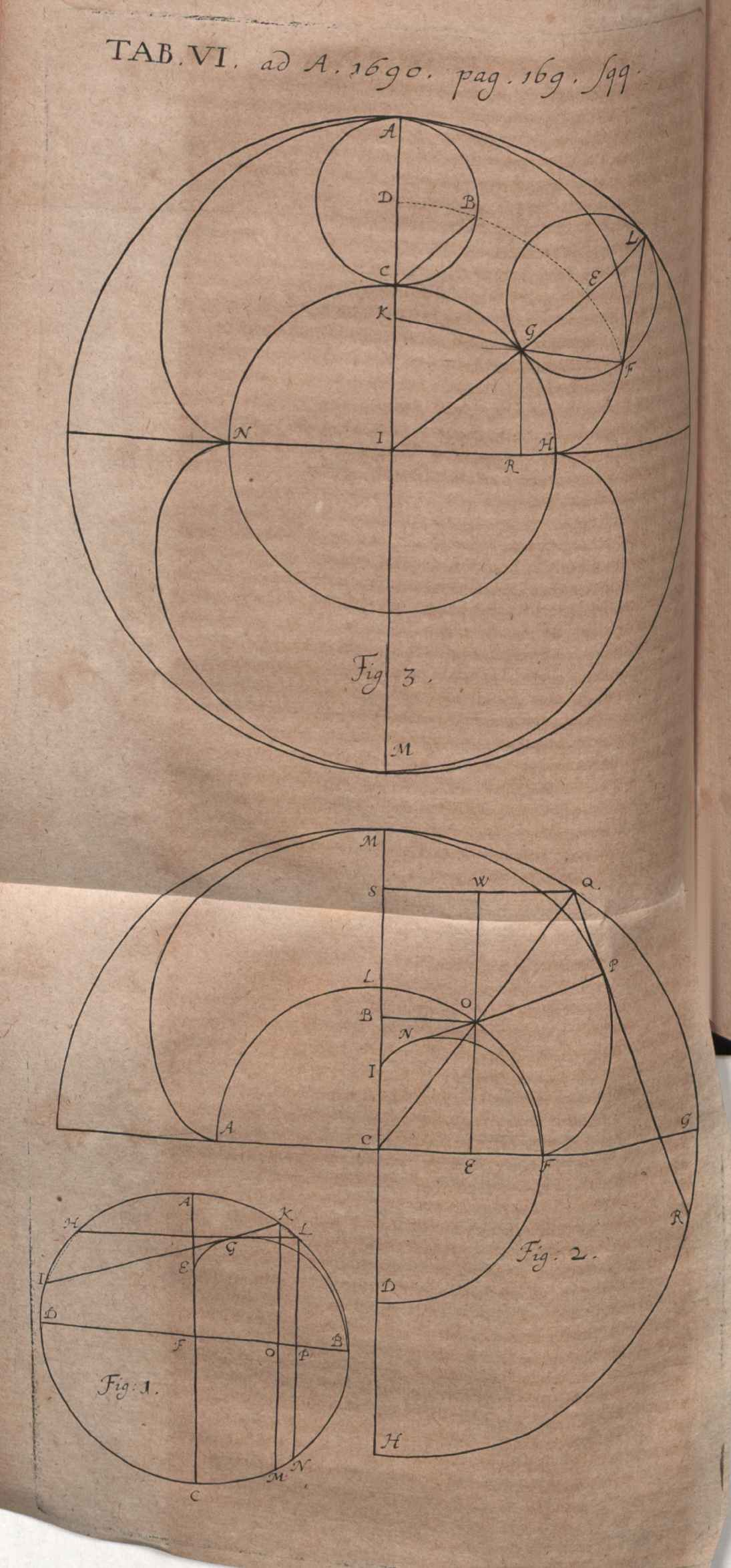
Acta Eruditorum, 1690

チルンハウスは1704年にライプニッツの秘書に自分で焼成した磁器を見せたとされている。その後チルンハウスはこの技術をザクセン選帝侯兼ポーランド王のアウグスト2世に売り込み、磁器工房の創設を持ちかけるが、アウグスト2世はチルンハウスの提案を退け、錬金術師ヨハン・フリードリヒ・ベトガーに協力して磁器焼成の技術を完成させるよう命じる。1707年にチルンハウスはアウグスト2世に磁器焼成技術提供の代価として2561ターラーの支払いを要求するが、アウグスト2世は工房が実働を開始するまで支払いを延期。翌年チルンハウスは死去したため、結局チルンハウスがこの支払いを受けることは無かった。
1709年、チルンハウスの研究を受け継いだベトガーが磁器焼成技術を完成させた。これがマイセンの磁器の始まりである。